# The Comic Reader
The Comic Reader, nacida como On the Drawing Board, fue un fanzine estadounidense fundado por Jerry Bails cuyo primer número se publicó en 1961. Se publicó generalmente con una periodicidad mensual entre octubre de 1961 y septiembre de 1984.
Junto al adzine Comicollector, The Comic Reader es considerada como un spin-off del fanzine Alter Ego.
En formato de boletín, en sus páginas se publicaban artículos dedicados a noticias sobre la industria de los cómics y a sus creadores, abarcando los períodos comprendidos entre de la década de 1930 a finales de la década de 1960, vale decir, la edad de oro y la edad de plata de las historietas.

## Premios y nominaciones
- 1963: Premio Alley al mejor fanzine de historietas.
- 1969: Premio Alley al mejor fanzine de reproducción ilimitada.
- 1973: Premio Goethe a la revista favorita de los fanes.
- 1974: Premio Comic Fan Art al fanzine favorito.
- 1975: Premio Comic Fan Art al fanzine favorito.
- 1983: (nominado) Premio Eagle a la publicación favorita de cómics especializados.
- 1984: (nominado) Premio Eagle a la publicación favorita de cómics especializados.